# Vitribbad skymningssvärmare
Vitribbad skymningssvärmare (Hyles livornica) är en fjärilsart som beskrevs av Eugen Johann Christoph Esper 1779. Den vitribbade skymningssvärmaren ingår i släktet Hyles, och familjen svärmare.
Vingspannet är 60-80 millimeter. Den förekommer i trädgårdar och buskmarker över nästan hela världen. Arten förekommer tillfälligt i Sverige, men reproducerar sig inte. Inga underarter finns listade.

## Bildgalleri

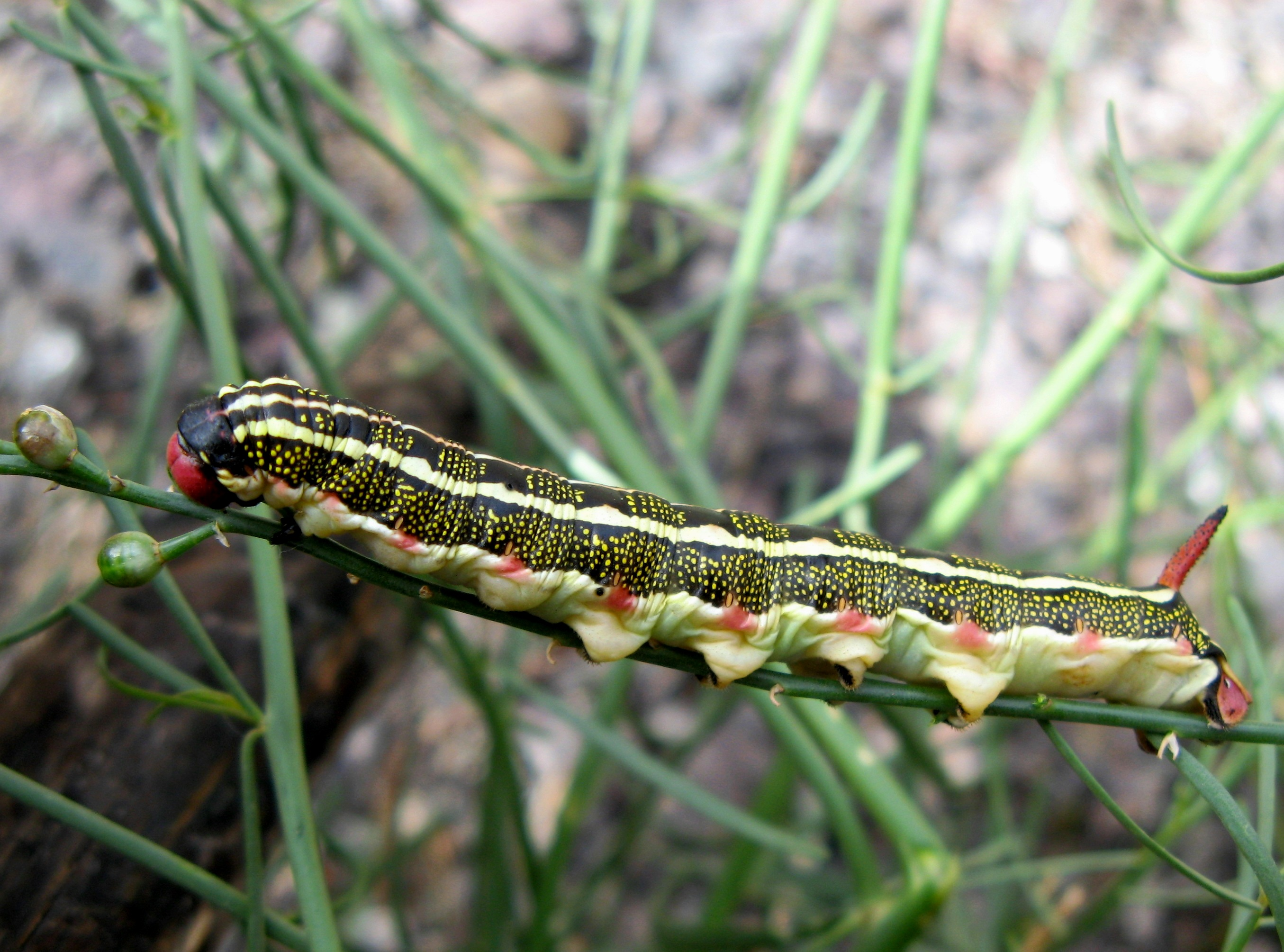
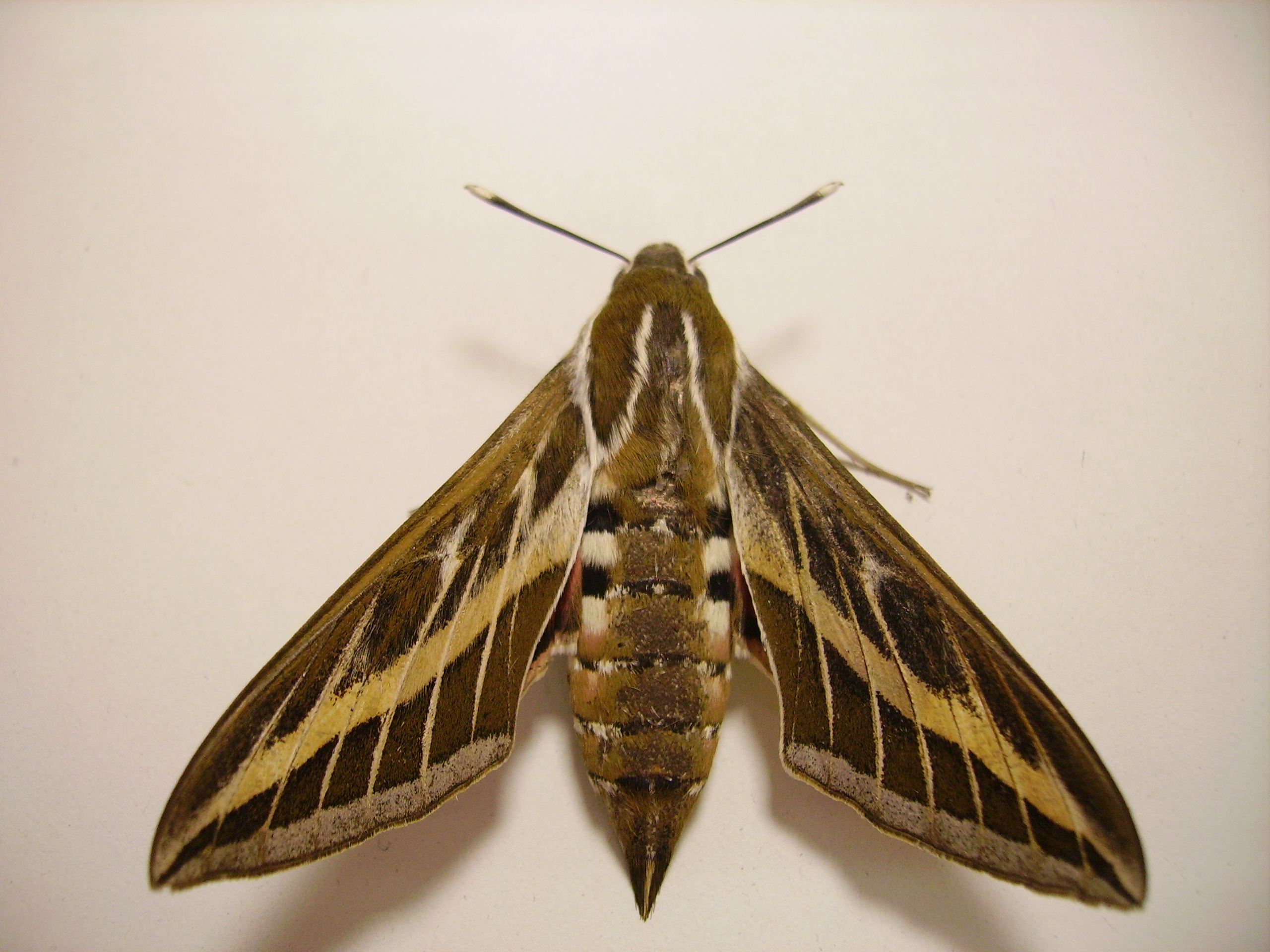
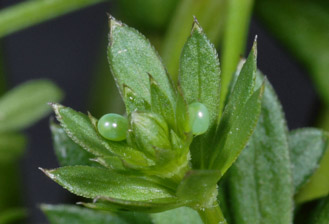
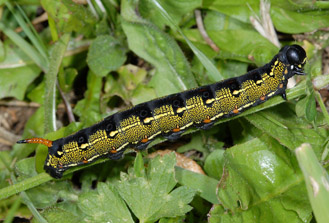
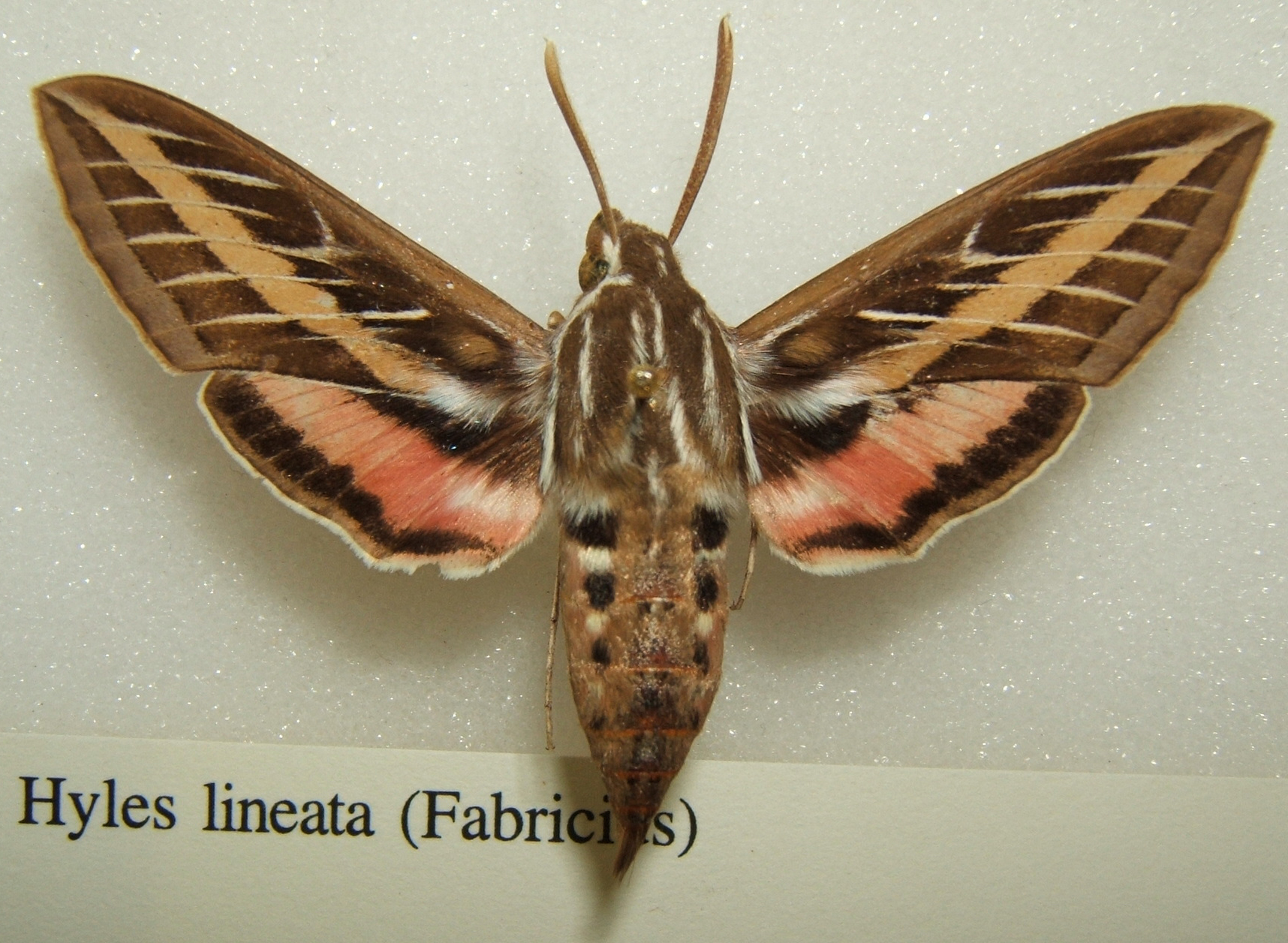
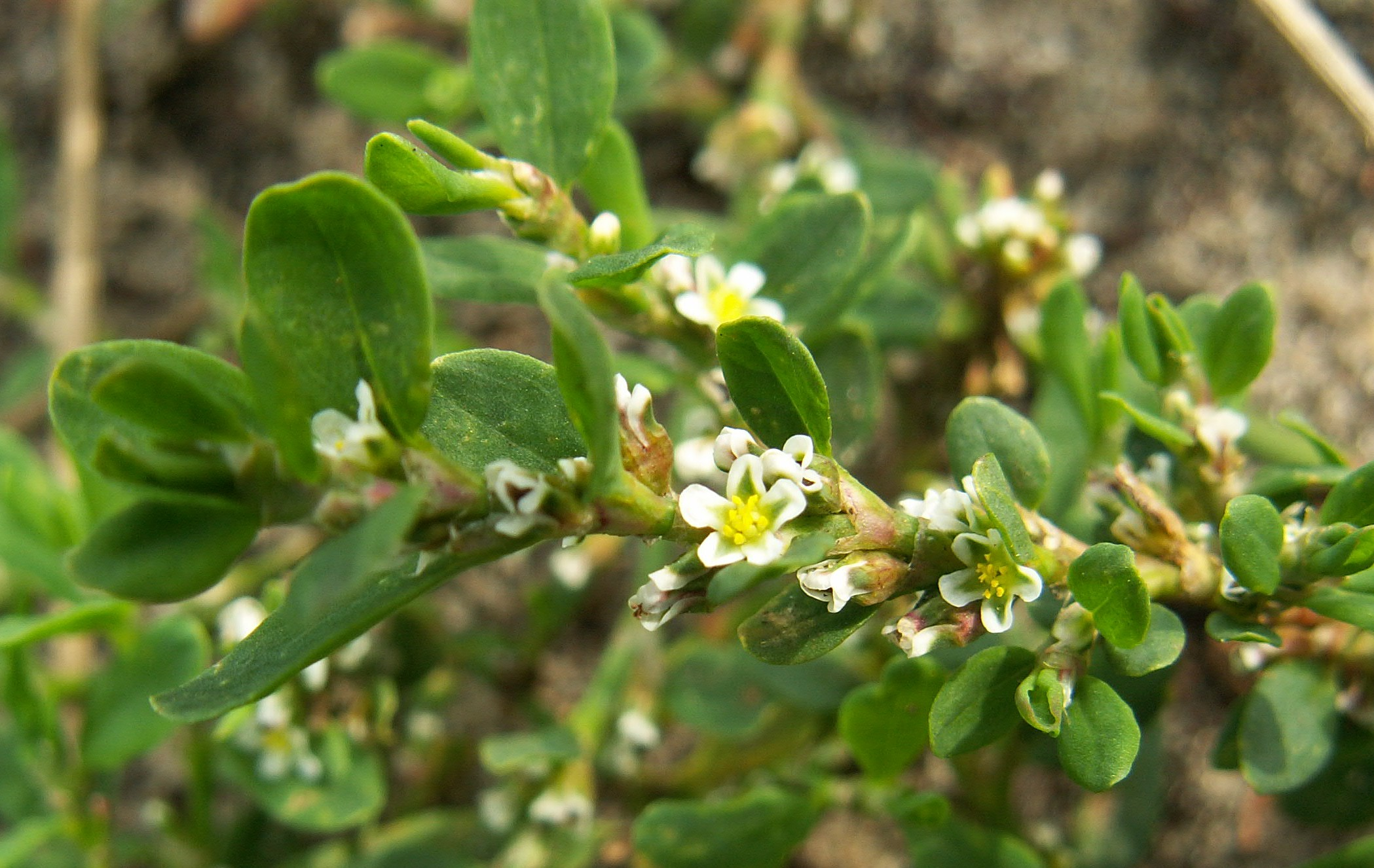